# Сосна гималайская
Сосна́ гимала́йская, или Сосна бута́нская, или Сосна Ва́ллиха (лат. Pinus wallichiana) — вид голосеменных растений рода Сосна.

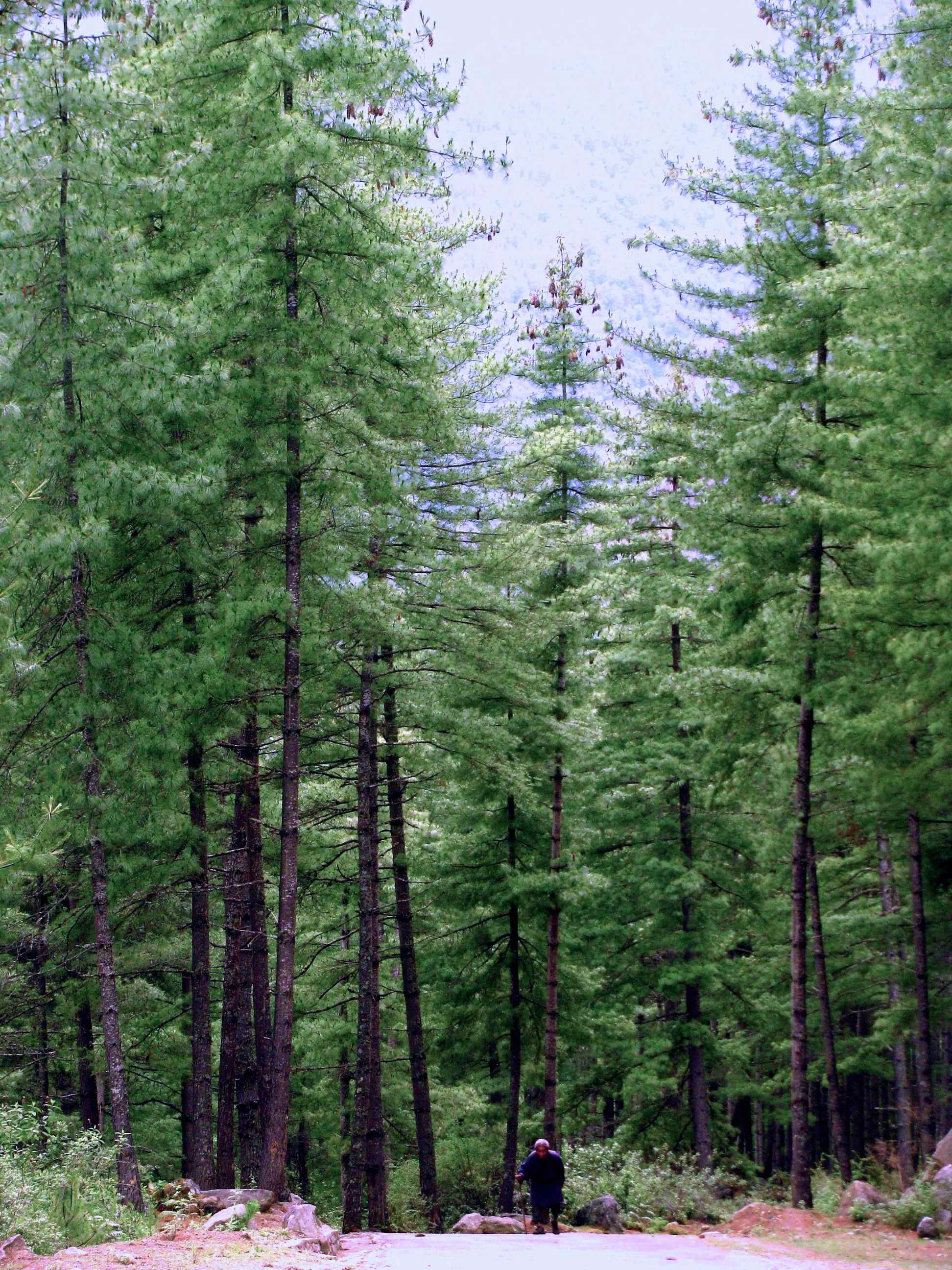
Лес из сосны гималайской. Бутан

Этот вид сосны распространён в Гималаях, горных системах Каракорум и Гиндукуш, от восточного Афганистана до китайской провинции Юньнань, на высоте 1800-4300 м.

## Название
Своё научное название вид получил в честь Натаниэла Валлиха (1786—1854), датского и английского хирурга и ботаника, занимавшегося в том числе изучением флоры Индии и Непала.

## Таксономия

### Синонимы
В синонимику этого вида сходят следующие названия:
- Pinus excelsa Wall. ex D.Don in A.B.Lambert, Descr. Pinus, ed. 2, 1: 40 (1828), nom. illeg.
- Leucopitys excelsa Nieuwl., Amer. Midl. Naturalist 3: 70 (1913).
- Pinus griffithii McClell. nom. inval. — Сосна Гриффита

## Описание
Сосна гималайская — дерево высотой 30-50 м. Хвоинки 12-18 см длиной, хорошо гнутся. Шишки длинные, 16-32 см длиной, желтоватые при созревании. Семена 5-6 мм длиной, с 20-30 миллиметровым крылышком.

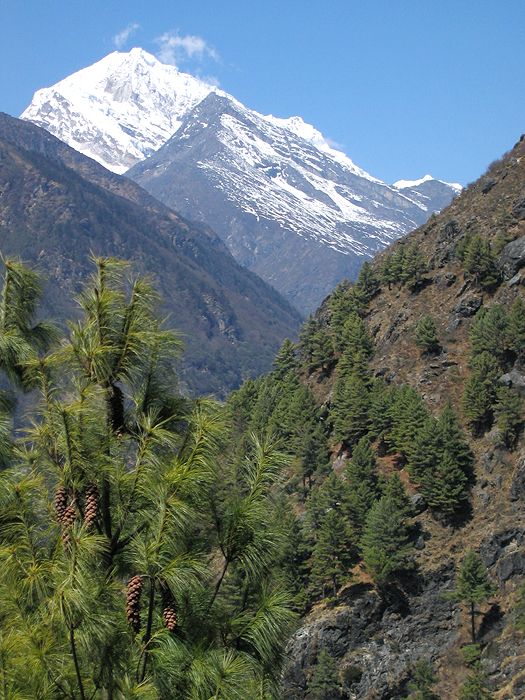
Сосна Валлиха в нацпарке Сагарматха, Непал

Растение ценится за свои декоративные качества, его культивируют по всему свету. Этот вид устойчив к холоду и заболеваниям, но плохо переносит сухой и жаркий климат.